# Allophanes
Allophanes is een geslacht van kevers uit de familie van de loopkevers (Carabidae). De wetenschappelijke naam van het geslacht is voor het eerst geldig gepubliceerd in 1939 door Andrewes.

## Soorten
Het geslacht Allophanes omvat de volgende soorten:
- Allophanes auripennis (Chaudoir, 1877)
- Allophanes drescheri Louwerens, 1952
- Allophanes limbipennis (Chaudoir, 1877)
- Allophanes mundus (Andrewes, 1931)